# Ашкан Дежаґа
Ашкан Дежаґа (перс. اشکان دژآگه, нім. Ashkan Dejagah, нар. 5 липня 1986, Тегеран) — німецький та іранський футболіст, атакувальний півзахисник клубу «Трактор Сазі» та збірної Ірану.

## Клубна кар'єра
Народився 1986 року в Тегерані, втім вже в однорічному віці був перевезений до Берліна, почав займатіся футболом у Німеччині. 2004 року виступами за другу команду берлінської «Герти», в якій загалом провів три сезони, взявши участь у 72 матчах чемпіонату. Того ж 2004 року почав залучатіся й до ігор головної команди «Герти», за яку протягом того ж часу зіграв у 26 матчах.
У 2007 році уклав контракт з «Вольфсбургом», у складі якого провів наступні п'ять років своєї кар'єри гравця. Більшість часу, проведеного у складі «Вольфсбурга», був основним гравцем команди. За цей час виборов титул чемпіона Німеччини.

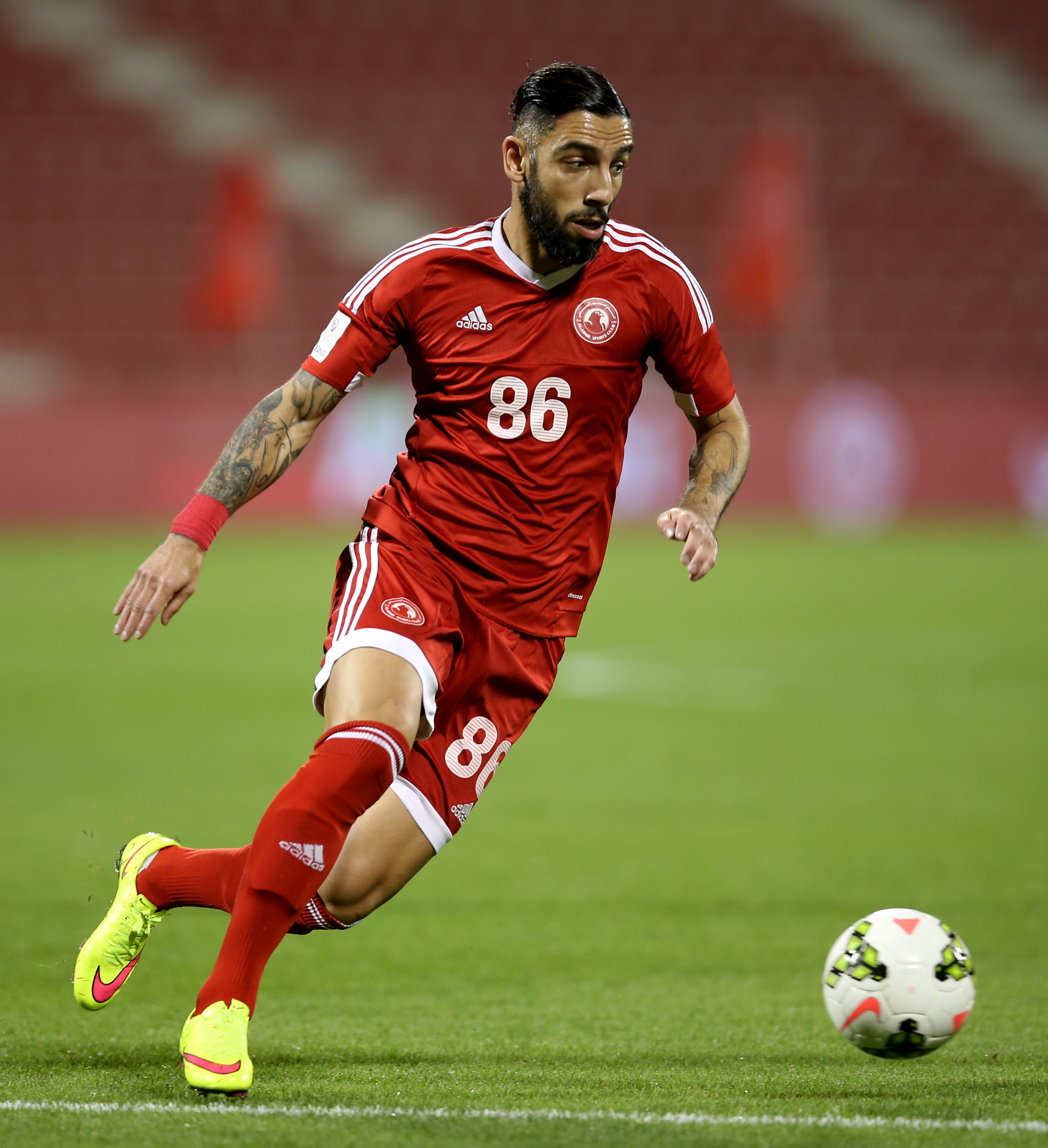
Ашкан Дежаґа під час виступів за «Аль-Арабі». 2015 рік.

В останній день літнього трансферного вікна 2012/13 Ашкан перейшов у лондонський «Фулгем» і за два сезони відіграв за «дачників» 43 матчі у Прем'єр-лізі, забивши 6 голів. Після вильоту «Фулгема» з АПЛ за підсумками сезону 2013/14 іранець перейшов в катарський клуб «Аль-Арабі» (Доха), де провів два сезони.
30 січня 2017 року Дежаґа повернувся в «Вольфсбург», підписав угоду до кінця сезону. Незабаром після переходу Ашкан отримав травму та продовжував залишатись поза грою протягом тривалого періоду часу. Дежаґа повернувся на поле лише 29 квітня 2017 року в матчі дублюючого складу «Вольфсбурга», а за першу команду зіграв лише 25 травня 2017 року у першому матчі плей-оф проти «Айнтрахта» (Брауншвейг) і допоміг команді виграти 1:0. Дежаґа також з'явився у матчі-відповіді, який «Вольфсбург» знову виграв з рахунком 1:0 і зберіг прописку в Бундеслізі. У червні 2017 року «Вольфсбург» оголосив, що Ашкан покине клуб по закінченню контракту.
31 січня 2018 року Дежаґа приєднався до клубу англійського Чемпіоншипу «Ноттінгем Форест» до кінця сезону 2017/18. Він дебютував за «лісників» 3 лютого проти свого колишнього клубу «Фулгема» (0:2). Втім незабаром іранець був травмований і переніс операцію, через що за клуб більше не зіграв і покинув його в кінці сезону.

## Виступи за збірні

### Збірна Німеччини
Ашкану було 16 років, коли він отримав перше запрошення в збірну Німеччини. Раніше він отримував запрошення від Ірану, але, за його словами, ніколи їх всерйоз не розглядав. У 2004 році перейшов в юнацьку збірну (для гравців до 19 років). У 15 міжнародних матчах зміг забити 7 м'ячів і в 2005 році йому надійшло запрошення виступати за молодіжну збірну, де він отримав бажаний 10 номер.
У жовтні 2007 року Дежага повинен був грати в матчі проти збірної Ізраїлю. Але Ашкан відмовився від участі в цьому матчі, посилаючись на «дуже особисті причини» і сказав: «адже всі знають, що я наполовину іранець». Шарлотта Кноблох, президент Центральної ради євреїв у Німеччині, і Рональд Пофалла, генеральний секретар Німецького християнсько-демократичного союзу, вимагали виключення Ашкана Дежаги зі складу збірної Німеччини. В інтерв'ю журналу Stern Ашкан заявив, що його рішення було викликано лише особистими, а ніяк не політичними, антисемітськими або расистськими причинами. Після цього його відвідали президент німецького футбольного союзу Лео Цванцигер і спортивний директор Маттіас Заммер, які погодилися, що ніяких інших причин, крім особистих, у тому рішенні не було, і залишили Ашкана у збірній. Загалом взяв участь у 19 іграх на юнацькому рівні, відзначившись 7 забитими голами.
Зігравши за молодіжну збірну Німеччини до 21 року, Ашкан за правилами ФІФА втратив можливість грати за збірну Ірану.
Його найкращим досягненням в іграх за Німеччину став виступ на молодіжному чемпіонаті Європи 2009 року у Швеції, де молодіжна збірна німців посіла перше місце. Всього на молодіжному рівні зіграв у 20 офіційних матчах, забив 4 голи.
У липні 2009 року ФІФА прийняла поправки в свої правила, і Ашкан знову отримав можливість грати за Іран.
2 серпня 2018 року уклав трирічний контракт з іранським клубом «Трактор Сазі».

### Збірна Ірану
2011 року прийняв пропозицію захищати кольори своєї історичної батьківщини і 29 лютого 2012 року дебютував в офіційних матчах у складі національної збірної Ірану у відбірковому турнірі на чемпіонат світу 2014 року проти Катару (2:2), Ашкан Дежаґа зробив дубль. У фінальній частині турніру він зіграв у всіх трьох матчах іранської збірної.
Згодом у складі збірної був учасником кубка Азії з футболу 2015 року в Австралії та чемпіонату світу 2018 року у Росії.
Наразі провів у формі головної команди країни 59 матчів, забивши 10 голів.
| Дата       | Місто           | Господарі            | Результат               | Гості             | Турнір                        | Голи | Примітки |
| ---------- | --------------- | -------------------- | ----------------------- | ----------------- | ----------------------------- | ---- | -------- |
| 29-2-2012  | Тегеран         | Іран                 | 2 – 2                   | Катар             | Відбір до ЧС 2014             | 2    |          |
| 12-6-2012  | Тегеран         | Іран                 | 0 – 0                   | Катар             | Відбір до ЧС 2014             | -    | 54'      |
| 15-8-2012  | Туніс (місто)   | Туніс                | 2 – 2                   | Іран              | товариський матч              | -    |          |
| 16-10-2012 | Тегеран         | Іран                 | 1 – 0                   | Південна Корея    | Відбір до ЧС 2014             | -    |          |
| 14-11-2012 | Тегеран         | Іран                 | 0 – 1                   | Узбекистан        | Відбір до ЧС 2014             | -    | 21'      |
| 6-2-2013   | Тегеран         | Іран                 | 5 – 0                   | Ліван             | Відбір до Кубка Азії 2015     | -    | 79'      |
| 26-3-2013  | Хаваллі         | Кувейт               | 1 – 1                   | Іран              | Відбір до Кубка Азії 2015     | -    |          |
| 15-10-2013 | Тегеран         | Іран                 | 2 – 1                   | Таїланд           | Відбір до Кубка Азії 2015     | -    | 66'      |
| 15-11-2013 | Бангкок         | Таїланд              | 0 – 3                   | Іран              | Відбір до Кубка Азії 2015     | 1    | 53'      |
| 19-11-2013 | Бейрут          | Ліван                | 1 – 4                   | Іран              | Відбір до Кубка Азії 2015     | 1    |          |
| 5-3-2014   | Тегеран         | Іран                 | 1 – 2                   | Гвінея            | товариський матч              | -    | 86'      |
| 26-5-2014  | Гартберг        | Чорногорія           | 0 – 0                   | Іран              | товариський матч              | -    | 61'      |
| 30-5-2014  | Конакрі         | Ангола               | 0 – 0                   | Іран              | товариський матч              | -    | 46'      |
| 8-6-2014   | Сан-Паулу       | Іран                 | 2 – 0                   | Тринідад і Тобаго | товариський матч              | -    | 80'      |
| 16-6-2014  | Куритиба        | Нігерія              | 0 – 0                   | Іран              | ЧС 2014 - 1-й етап            | -    | 73'      |
| 21-6-2014  | Белу-Оризонті   | Аргентина            | 1 – 0                   | Іран              | ЧС 2014 - 1-й етап            | -    | 85'      |
| 25-6-2014  | Сальвадор       | Боснія і Герцеговина | 3 – 1                   | Іран              | ЧС 2014 - 1-й етап            | -    | 67'      |
| 18-11-2014 | Тегеран         | Іран                 | 1 – 0                   | Південна Корея    | товариський матч              | -    | 90+3'    |
| 4-1-2015   | Вуллонгонг      | Ірак                 | 0 – 1                   | Іран              | товариський матч              | -    | 75'      |
| 11-1-2015  | Мельбурн        | Іран                 | 2 – 0                   | Бахрейн           | Кубок Азії 2015 - 1-й етап    | -    | 89'      |
| 15-1-2015  | Сідней          | Катар                | 0 – 1                   | Іран              | Кубок Азії 2015 - 1-й етап    | -    |          |
| 19-1-2015  | Брисбен         | Іран                 | 1 – 0                   | ОАЕ               | Кубок Азії 2015 - 1-й етап    | -    | 63'      |
| 23-1-2015  | Канберра        | Іран                 | 3 – 3 д.ч. (6 – 7 п.п.) | Ірак              | Кубок Азії 2015 - чвертьфінал | -    | 83'      |
| 26-3-2015  | Санкт-Пельтен   | Іран                 | 2 – 0                   | Чилі              | товариський матч              | -    |          |
| 31-3-2015  | Стокгольм       | Швеція               | 3 – 1                   | Іран              | товариський матч              | -    | 65'      |
| 3-9-2015   | Тегеран         | Іран                 | 6 – 0                   | Гуам              | Відбір до ЧС 2018             | 1    | 75'      |
| 8-9-2015   | Нью-Делі        | Індія                | 0 – 3                   | Іран              | Відбір до ЧС 2018             | -    |          |
| 8-10-2015  | Маскат          | Оман                 | 1 – 1                   | Іран              | Відбір до ЧС 2018             | -    | 84'      |
| 13-10-2015 | Тегеран         | Іран                 | 1 – 1                   | Японія            | товариський матч              | -    |          |
| 12-11-2015 | Тегеран         | Іран                 | 3 – 1                   | Туркменістан      | Відбір до ЧС 2018             | 1    | кап.     |
| 17-11-2015 | Дедедо          | Гуам                 | 0 – 6                   | Іран              | Відбір до ЧС 2018             | -    | 35' 58'  |
| 29-3-2016  | Тегеран         | Іран                 | 2 – 0                   | Оман              | Відбір до ЧС 2018             | -    | кап.     |
| 2-6-2016   | Скоп'є          | Північна Македонія   | 1 – 3                   | Іран              | товариський матч              | -    | 71'      |
| 7-6-2016   | Тегеран         | Іран                 | 6 – 0                   | Киргизстан        | товариський матч              | -    | 64'      |
| 1-9-2016   | Тегеран         | Іран                 | 2 – 0                   | Катар             | Відбір до ЧС 2018             | -    | 39' 68'  |
| 11-10-2016 | Тегеран         | Іран                 | 1 – 0                   | Південна Корея    | Відбір до ЧС 2018             | -    | кап.     |
| 11-11-2016 | Шах-Алам        | Папуа Нова Гвінея    | 1 – 8                   | Іран              | товариський матч              | 1    | кап.     |
| 15-11-2016 | Негері-Сембілан | Сирія                | 0 – 0                   | Іран              | Відбір до ЧС 2018             | -    | кап. 66' |
| 4-6-2017   | Подгориця       | Чорногорія           | 1 – 2                   | Іран              | товариський матч              | -    | 46'      |
| 12-6-2017  | Тегеран         | Іран                 | 2 – 0                   | Узбекистан        | Відбір до ЧС 2018             | -    | 70'      |
| 31-8-2017  | Сеул            | Південна Корея       | 0 – 0                   | Іран              | Відбір до ЧС 2018             | -    | кап. 64' |
| 5-9-2017   | Тегеран         | Іран                 | 2 – 2                   | Сирія             | Відбір до ЧС 2018             | -    | кап.     |
| 9-11-2017  | Ґрац            | Іран                 | 2 – 1                   | Панама            | товариський матч              | 1    | 67'      |
| 13-11-2017 | Неймеген        | Венесуела            | 0 – 1                   | Іран              | товариський матч              | -    | 46'      |
| 28-5-2018  | Ґрац            | Туреччина            | 2 – 1                   | Іран              | товариський матч              | 1    | 71'      |
| 8-6-2018   | Москва          | Іран                 | 1 – 0                   | Литва             | товариський матч              | -    | 55'      |
| 11-9-2018  | Ташкент         | Узбекистан           | 0 – 1                   | Іран              | товариський матч              | -    | кап. 46' |
| 16-10-2018 | Тегеран         | Іран                 | 2 – 1                   | Болівія           | товариський матч              | -    | 46'      |
| 15-11-2018 | Тегеран         | Іран                 | 1 – 0                   | Тринідад і Тобаго | товариський матч              | -    | 59'      |
| 20-11-2018 | Доха            | Іран                 | 1 – 1                   | Венесуела         | товариський матч              | -    | 74'      |
| 24-12-2018 | Доха            | Іран                 | 1 – 1                   | Палестина         | товариський матч              | -    | кап. 60' |
| 31-12-2018 | Доха            | Катар                | 1 – 2                   | Іран              | товариський матч              | -    | 67'      |
| 7-1-2019   | Абу-Дабі        | Іран                 | 5 – 0                   | Ємен              | Кубок Азії 2019 - 1-й етап    | -    | кап.     |
| 12-1-2019  | Абу-Дабі        | В'єтнам              | 0 – 2                   | Іран              | Кубок Азії 2019 - 1-й етап    | -    | кап.     |
| 16-1-2019  | Дубай (місто)   | Іран                 | 0 – 0                   | Ірак              | Кубок Азії 2019 - 1-й етап    | -    | 80'      |
| 20-1-2019  | Абу-Дабі        | Іран                 | 2 – 0                   | Оман              | Кубок Азії 2019 - 1/8 фіналу  | 1    | кап. 78' |
| 24-1-2019  | Абу-Дабі        | КНР                  | 0 – 3                   | Іран              | Кубок Азії 2019 - чвертьфінал | -    | кап. 76' |
| 28-1-2019  | Аль-Айн         | Іран                 | 0 – 3                   | Японія            | Кубок Азії 2019 - півфінал    | -    | кап. 71' |
| 10-9-2019  | Гонконг         | Гонконг              | 0 – 2                   | Іран              | Відбір до ЧС 2022             | -    | 87'      |
| Усього     |                 | Матчів               | 59                      |                   | Голів                         | 10   |          |

## Титули і досягнення
- Чемпіон Німеччини:

«Вольфсбург»: 2008-09
- Володар Кубка Ірану:

«Трактор Сазі»: 2019-20
- Чемпіон Європи (U-21): 2009